# Удмуртский Возжай
Удмуртский Возжай (Удмурт-Возжай) — заброшенная деревня в Граховском районе Удмуртии.

## Географическое положение
Деревня располагается в 13 км к юго-востоку от районного центра села Грахово, в верховье реки Ерыкса.

## История
По итогам десятой ревизии в 1859 году в 19 дворах казённой деревни Вотский Возжай при речке Ерыксе проживало 98 жителей.
До 1921 года деревня входила в состав Граховской волости Елабужского уезда Вятской губернии, в 1921 году образована Вотская АО и деревня вместе с Граховской волостью отошла в состав Можгинского уезда. С 1924 года деревня входит в состав Верхнеигринского сельсовета, в 1925 году в связи с образованием Архангельского сельсовета деревня вошла в его состав. В 1963 году Архангельский сельсовет расформирован и деревня передана в состав Граховского сельсовета. В 1989 году в границах ранее расформированного Архангельского сельсовета создан Порымский сельсовет.
В результате реформы местного самоуправления 2004 года, Порымский и Зареченский сельсоветы были ликвидированы и из их состава образовано Порымозаречное сельское поселение в состав которого вошла деревня.